# مرگ تصادفی
یک مرگ تصادفی مرگ غیرطبیعی است که در اثر تصادف مانند لغزش و سقوط، تصادف رانندگی یا مسمومیت تصادفی ایجاد می‌شود. مرگ تصادفی از مرگ با علل طبیعی، بیماری، و از قتل عمدی و خودکشی متمایز می‌باشد. اگر شخصی علت غیرعمدی مرگ بوده باشد، ممکن است مرگ تصادفی را قتل یا خودکشی تلقی کرد.
برای مقاصد جنایی و حقوقی، معمولاً فقط قتل عمدی به عنوان «قتل» طبقه‌بندی می‌شود. استثناهایی مانند دفاع از خود در حوزه‌های قضایی متفاوت، متفاوت است. در برخی موارد، افراد متهم به قتل به عنوان دفاعیات ادعا کرده‌اند که متوفی در واقع قربانی یک مرگ تصادفی بوده‌است نه یک عمل و قتل عمدی. با این حال، شخصی که مسئول مرگ تصادفی دیگری از طریق غفلت است، ممکن است همچنان از نظر کیفری در قتل شبه‌عمد، و از نظر مدنی برای مرگ غیرقانونی مسئول باشد. بیمه مرگ تصادفی و تکه‌تکه شدن و بیمه نامه‌های مشابه در صورت فوت تصادفی سودی را پرداخت می‌کنند، با این بیمه نامه‌ها باید ثابت شود که مرگ معین در واقع یک تصادف است، نه خودکشی یا قتل عمدی (ممکن است تقلب بیمه‌ای رخ داده باشد).
پیشنهاد شده‌است که «اکثریت قریب به اتفاق تصادفات واقعا تصادفی نیستند، بلکه حوادث ناشی از حماقت، سهل انگاری و قضاوت نادرست آشکار انسانی هستند». مرکز کنترل و پیشگیری از بیماری ایالات متحده در سال ۲۰۱۵ میلادی گزارش کرد که در ایالات متحده، ۱۴۶۵۷۱ «مرگ با جراحات غیرعمد» در آن سال رخ داده که چهارمین علت مرگ و میر بوده. از این تعداد، ۴۷ هزار و ۴۷۸ مورد ناشی از مسمومیت غیرعمد، ۳۷ هزار و ۷۵۷ مورد ناشی از تصادفات رانندگی و ۳۳ هزار و ۳۸۱ مورد ناشی از سقوط بوده‌است. همچنین سالانه حدود ۵۰۰۰۰۰ مرگ و میر ناشی از غرق شدن در سراسر جهان گزارش می‌شود.
در برخی کشورها، تمام مرگ‌های تصادفی (یا مرگ‌های ظاهراً تصادفی) توسط ارگان‌های دولتی بررسی می‌شود و گاهی یک خانواده تحقیقات خصوصی انجام می‌دهد حکم «مرگ تصادفی» در چنین مواردی زمانی استرداد می‌شود که هیچ عامل مؤثری از فعل یا ترک فعل قربانی («مرگ بر اثر حادثه») یا توسط شخص دیگری («قتل غیرقانونی») وجود نداشته باشد.
مرگ و میر در طول زمان جنگ، به دلیل هدف‌گیری غیر دقیق یا نادرست، ممکن است به‌طور حسن تعبیری به عنوان تلفات جانبی یا نتیجه آتش خودی شناخته شود.